# فكر إسلامي
الفِكْرُ الإِسْلَامِي هو أحد التفرعات في الفكر عامة، ويعني التعمق في الإسلام ودراسته خارجيا وداخليا مثلا لا يكتفي المفكر الإسلامي بدراسة هذه الديانة بل يرتقي إلى معرفة أكبر المفكرين الإسلاميين مثلا دراسة السيرة الذاتية للرسول محمد ﷺ.
المفكرين الإسلامين هم أشخاص كرسوا حياتهم في دراسة الإسلام ليس بكونه ديانة فقط بل بكونه علم وفكر واجب على كل إنسان التحلي به كما أن هؤلاء المفكرين من خلال دراستهم المستمرة للدين الإسلامي يكتسبون أفكار ومعارف أخرى من نواحي وجوانب مختلفة؛ أي أن الفكر الإسلامي هو مجمل الأفكار من جميع نواحي الحياة.

## التعريف

### مفهوم الفكر الإسلامي
توافر كثير من العلماء والباحثين لتحديد تعريف أو أكثر للفكر الإسلامي، ومن أبرز هذه التعريفات: كل ما أنتج فكر المسلمين منذ مبعث الرسول إلى اليوم في المعارف الكونية المتصلة بالله سبحانه وتعالى والعالم والإنسان الذي يعبر عن اجتهادات العقل الإنساني لتفسير تلك المعارف العامة في إطار المبادئ الإسلامية عقيدة وشريعة وسلوكًا، أو كل ما ألفه علماء المسلمين في شتى العلوم الشرعية وغير الشرعية بغض النظر عن الحكم على مدى ارتباط هذا النتاج الفكري بأصل العقيدة الإسلامية، أو نتاج الفكر الذي تصدى للفلسفات والنظريات الغربية ناقدًا لها وواضعًا البديل الإسلامي محلها، أو كل نتاج للعقل البشري الموافق لمنهج الإسلام، أو كل ما هو غير تجريببي من مقومات الحضارة الإسلامية سواء كان تشريعًا أو علم كلام أو ما شابه ذلك وبعبارة أخرى: الجانب الفكري التصوري البحت الذي يقوم من كل حضارة مقام الخارطة الهندسية المصممة للبناء ...، أو هو فقه الوحي وفهم رجال هذا الفكر له ثمّ شروحهم عليه، أو الحكم على الواقع من وجهة نظر الإسلام، أو المنهج الذي يفكر به المسلمون أو الذي ينبغي أن يفكروا به.

### نظرة التعريف
أن الفكر إما أن يراد به الكيفية التي يدرك بها الإنسان حقائق الأمور التي أعمل فيها عقله، فيكون الفكر عندئذ بمثابة الأداة أو الآلية في عملية التفكير، وما يلحق بها من طاقات وقوى وملكات عقلية ونفسية. وإما أن يراد به ما نتج عن ذلك (من خلال تلك العملية) من تصورات وأحكام ورؤى حول القضايا المطروحة.

## مفهوم الفكر الإسلامي وصلته بالعقل والوحي
ينطوي مفهوم الفكر على شيء من الغموض؛ لأنه استعمل في معانٍ متنوعة بل ومختلفة تراكمت بمرور الزمن حتى أصبح إطلاقه دون تحديد موقعًا في اللبس. وكذلك مسمى الفكر الإسلام ولا سيما أن هناك استعمالات عدة لمسمى الفكر الإسلامي منها ما وسع دائرة الفكر الإسلامي حتى أدخلت فيه الفلسفات الغريبة عن الإسلام والتيارات المنحرفة عن صراطه المستقيم؛ لأن تلك الفلسفات والتيارات ذات أصول هندية ومجوسية وثقافات يهودية ونصرانية مثل الغنوصية والهرمسية ونحوهما، ثم يحسب ذلك على الفكر الإسلامي .
ولا يخفى ما تهدف إليه مثل هذه الاستعمالات للفكر الإسلامي من إيحاءات بأن الإسلام وفكره ملفق من تلك الأصول الفلسفية والثقافية الأجنبية، وأنه ثمرة طبيعية للتراث اليهودي دون أدنى احترام للمنهج العلمي في النظر والبحث والمقارنة؛ لذلك، ولكون الفكر عامة والفكر الإسلامي خاصة له أصالته، وله وجوده في المصادر العربية الإسلامية- فإنه ينبغي تأصيل هذا اللفظ في اللغة والاصطلاح وتجليته كمفهوم وصولا إلى تحديده كمصطلح في العصر الراهن.

## روابط خارجية
- مفهوم الفكر الإسلامي وصلته بالعقل والوحي.
- كتب الفكر الإسلامي.
- الفتاوى الإسلامية.
- دليل المواقع الإسلامية المتكامل.
- الشبكة الإسلامية.
- الشيعة الإمامية.
- موقع الإسلام موقع متعدد اللغات.